# Barcolana 50
Il 14 ottobre 2018 si è svolta la cinquantesima edizione della Barcolana.
L'edizione passerà alla storia come la regata dei record, tra le più affollate del mondo: più di ventottomila velisti in mare e oltre 2600 scafi, compresa l’Amerigo Vespucci, ultima iscritta, la 2689ª.  Record anche di spettatori, con oltre 200.000 persone ad ammirare l'evento sul lungomare di Trieste, da Miramare a piazza Unità, lungo la Napoleonica o la Strada del Friuli e da San Giusto.
L'imbarcazione Spirit of Portopiccolo, dei fratelli Gabriele e Furio Benussi, si riconferma la vincitrice della regata, conquistando la Coppa d’Autunno 2018 in meno di un’ora. La barca, con equipaggio totalmente triestino, ha tagliato il traguardo in 57.04, seguita da CQS Ottica Inn Tempus Fugit e Way Of LIfe.

## La regata
In occasione della cinquantesima edizione, dato l'elevato numero di partecipanti, la linea di partenza è stata ampliata di 500 metri per consentire il posizionamento a tutte le imbarcazioni, inoltre, come nelle ultime edizioni, il percorso è stato avvicinato a terra: accostando maggiormente la partenza alla riviera di Barcola e terminando di fronte alla piazza dell'Unità d'Italia, al largo della diga del Porto Vecchio.
2689 le barche al via, per oltre 28.000 velisti in mare e centinaia di migliaia persone a terra, la gara si è disputata con un borino leggero tra i 6 e i 15 nodi sotto raffica. 
Dal punto di vista agonistico è stata una regata decisa prevalentemente dalle scelte tattiche fatte sulla linea di partenza. La decisione di Spirit of Portopiccolo di partire più vicino alla città ha permesso di colmare il divario dovuto alle differenti dimensioni di Tempus Fugit, imbarcazione di 100 piedi.
Lo scafo dei fratelli Benussi ha preso la testa della classifica sin dalla partenza, precedendo lo sfidante di questa edizione, Tempus Fugit,  che con una velatura meno performante non è riuscito a insediare la perfezione messa in acqua da Spirit of Portopiccolo. 
Spirit of Portopiccolo ha compiuto il percorso di 13 miglia nel Golfo di Trieste in 57 minuti e 4 secondi (nuovo record), seguita, a 58 secondi di distacco, da CQS Tempus Fugit con al timone lo sloveno Mitja Kosmina, alla tattica il veneto Enrico Zennaro, assieme ad Antonio Masoli e Marco Furlan, Andrea Casale, Andrea Visintini, con un equipaggio composto da australiani, neozelandesi, tedeschi e inglesi, capitanati dallo skipper Ludde Ingvall. Al terzo posto Way of Live, l’ex Maxi Jena, di Gašper Vinčec e con un team sloveno.
Quarto assoluto il Viriella con al timone Mauro Pelaschier, la barca più grande mai iscritta alla Barcolana (a parte la nave Vespucci, iscritta simbolicamente) ed è ambasciatrice della One Ocean Foundation, un grande progetto per la preservazione dell’ambiente marino lanciato dallo Yacht Club Costa Smeralda. Il quinto posto è andato allo Swan 90 Generali – Woodpecker Cube dell’armatore Alberto Rossi.
Nel frattempo la maggior parte delle altre imbarcazioni erano arrivate non oltre alla prima boa.

## Curiosità
Marina Abramović firma il manifesto di questa cinquantesima edizione della Barcolana. Il manifesto, realizzato con il sostegno di illycaffè, reca il messaggio “We are all in the same boat”, ovvero "siamo tutti nella stessa barca", un messaggio che l’artista ha scelto di dedicare agli amanti del mare, un invito a fare squadra per proteggere il pianeta, nonostante le competizioni (sportive e non) con cui ci si confronta tutti i giorni. Con questo manifesto, l'artista ha voluto lanciare il seguente messaggio: “anche a bordo di barche diverse, anche quando competiamo per il miglior risultato, navighiamo tutti sullo stesso pianeta, che va custodito e protetto giorno dopo giorno”.

## Organizzatori
- Società organizzatrice: Società Velica di Barcola e Grignano.